# FRAT1
FRAT1 (англ. FRAT1, WNT signaling pathway regulator) – білок, який кодується однойменним геном, розташованим у людей на короткому плечі 10-ї хромосоми. Довжина поліпептидного ланцюга білка становить 279 амінокислот, а молекулярна маса — 29 093.
| 10         |  | 20         |  | 30         |  | 40         |  | 50         |
| ---------- |  | ---------- |  | ---------- |  | ---------- |  | ---------- |
| MPCRREEEEE |  | AGEEAEGEEE |  | EEDSFLLLQQ |  | SVALGSSGEV |  | DRLVAQIGET |
| LQLDAAQHSP |  | ASPCGPPGAP |  | LRAPGPLAAA |  | VPADKARSPA |  | VPLLLPPALA |
| ETVGPAPPGV |  | LRCALGDRGR |  | VRGRAAPYCV |  | AELATGPSAL |  | SPLPPQADLD |
| GPPGAGKQGI |  | PQPLSGPCRR |  | GWLRGAAASR |  | RLQQRRGSQP |  | ETRTGDDDPH |
| RLLQQLVLSG |  | NLIKEAVRRL |  | HSRRLQLRAK |  | LPQRPLLGPL |  | SAPVHEPPSP |
| RSPRAACSDP |  | GASGRAQLRT |  | GDGVLVPGS  |  |            |  |            |

A: Аланін

C: Цистеїн

D: Аспарагінова кислота

E: Глутамінова кислота

F: Фенілаланін

G: Гліцин

H: Гістидин

I: Ізолейцин

K: Лізин

L: Лейцин

M: Метіонін

N: Аспарагін

P: Пролін

Q: Глутамін

R: Аргінін

S: Серин

T: Треонін

V: Валін

W: Триптофан

Кодований геном білок за функцією належить до фосфопротеїнів. 
Задіяний у такому біологічному процесі, як сигнальний шлях Wnt. 
Локалізований у цитоплазмі.